# 伴我双飞
《伴我双飞》（英語：Come Fly with Me）是一部英国伪纪录片式电视情景喜剧。马修·卢卡斯和戴维·沃廉姆斯自创自演，旁白是琳賽·鄧肯，本节目从2010年12月25日开始在英國廣播公司第一台及其高清版本上播出。本节目是对纪录片Airport和Airline的恶搞，讲述一个虚构机场和三个虚构航空公司：FlyLo（一家廉價航空公司）、Our Lady Air（一家爱尔兰廉價航空公司）和Great British Air （一家大型国际英国航空公司）中发生的故事。很多员工以及部分乘客都是由這两位主角扮演的。

## 情節
在第4集，一名男性華人旅客正在詢問，而機場櫃台人員手中拿的是有「TAIWAN」字樣的中華民國護照，後經由沃廉姆斯所扮演的大英航空乘客聯絡官Moses Beacon一陣雞同鴨講、比手畫腳，最後乾脆給他戴上一塊牌子，寫著：「PLEASE LOOK AFTER THIS CHINAMAN」，讓他走出機場。

## 國際播出
| 地區             | 電視頻道 |
| ---------------- | -------- |
| 中華民國（臺灣） | 爆笑頻道 |